# Apusozoa
Apusozoa es un grupo de protistas flagelados que presentan típicamente filopodios (seudópodos filosos) ventrales y mitocondrias con crestas tubulares. Tienen un tamaño de alrededor de 5-20 μm y se encuentran en el suelo y en hábitats acuáticos, en donde se alimentan de bacterias. Apusozoa incluye dos líneas diferentes. La primera (Apusomonadida) está constituida por biflagelados con una cubierta de dos densas capas peliculares dorsales sobre la superficie de la célula y locomoción por deslizamiento sobre el sustrato con la ayuda del flagelo posterior. La segunda (Breviatea) comprende uniflagelados ameboides carentes de la capa pelicular y con deslizamiento apoyado en el flagelo anterior. Apusozoa fue propuesto originariamente por Cavalier-Smith, que recientemente lo ha incluido, junto a otros grupos similares, en Sulcozoa, también parafilético.

## Composición
Apusozoa es una de las líneas de  Sulcozoa, considerado por Cavalier-Smith como el origen de  Opisthokonta (Animalia, Fungi, Choanozoa) y Amoebozoa. Sulcozoa probablemente se originó a partir de un antecesor que ya tenía un surco ventral (como en Excavata), al desarrollar un modo de locomoción por deslizamiento usando el flagelo posterior y seudópodos en el surco ventral. Estos organismos, a pesar de presentar generalmente dos o más flagelos, se incluyen como grupo basal en el clado Amorphea (= Unikonta). Apusozoa sería la línea de Sulcozoa más próxima a Opisthokonta. En la clasificación publicada por Cavalier-Smith en 2015, Apusozoa incluye a los siguientes grupos:
- Apusomonadida. Las membrana celular dorsal está sustentada por una teca fina que comprende dos capas y que se extiende lateralmente delimitando una amplia región ventral de la que emergen los seudópodos. Presentan dos flagelos heterodinámicos, el anterior encerrado por la extensión de la cubierta dorsal formando una probóscide, mientras que el posterior cae dentro de la región ventral, que apoyan la locomoción por deslizamiento. Las crestas mitocondriales son tubulares.

- Breviatea. Incluye amebas desnudas, con seudópodos filosos y una fase uniflagelada temporal o permanente. El flagelo es apical y dirigido anteriormente. Carecen de mitocondrias, por lo que son anaerobios o microaerofílicos, aunque presentan un gran orgánulo superficialmente similar a una mitocondria.

## Definición
En la clasificación publicada en 2010, Cavalier-Smith incluye tres órdenes en Apusozoa: Apusomonadida, Ancyromonadida (=Planomonadida) y Rigifilida (=Micronucleariida), y divide algunos de los géneros originales. El grupo se amplió en 2011 con el cuarto orden, Mantamonadida, para incluir a unos recién descubiertos flagelados marinos que viven en los sedimentos costeros. Otros órdenes anteriormente incluidos en Apusozoa han sido trasladados o descartados. Así por ejemplo, Hemimastigida o Spironemidae ha sido trasladado a Diaphoretickes.
En un análisis filogenético publicado en 2014, Cavalier-Smith determina que Apusozoa (restringido a los grupos Apusomonadida y Breviatea) es un grupo hermano de Opisthokonta, probablemente parafilético, divergiendo Breviatea antes de Apusomonadida. Por su parte, Varisulca (Planomonadida, Mantamonas y Collodictyonidae) parece ser un grupo hermano de Opisthokonta + Apusozoa + Amoebozoa, y posiblemente holofilético. En una reciente clasificación, Rigifilida es incluido en Varisulca.